# بطولة كرة القدم الألمانية 1959
بطولة كرة القدم الألمانية 1959 (بالألمانية: Deutsche Fußballmeisterschaft 1958/59)‏ هو الموسم 49 من بطولة كرة القدم الألمانية ‏. أقيم خلال الفترة 3 مايو 1959 وحتى 28 يونيو 1959، وأشرف على تنظيمه اتحاد ألمانيا لكرة القدم، وكان عدد الأندية المشاركة فيه 9، وفاز فيه آينتراخت فرانكفورت.